# Pablo Ihnen
Pablo Ihnen de la Fuente (24 de mayo de 1955-26 de abril de 2025) fue un ingeniero, economista, consultor, académico y empresario chileno, exdirector de Presupuestos del general Augusto Pinochet.
Estudió ingeniería civil en la Pontificia Universidad Católica y, posteriormente, alcanzó una maestría en economía por la Universidad de Chicago, Estados Unidos.
Trabajó como asesor económico del Ministerio de Hacienda durante el gobierno militar, formó parte del equipo técnico de la Superintendencia de Valores y Seguros de su país y, luego, fue director de Presupuestos entre mayo de 1989 y marzo de 1990.
Entre los años 1995 y 1996 fue gerente de las eléctricas Transelec y Pehuenche. Anteriormente se desempeñó como gerente de desarrollo de Endesa Chile y como subgerente de desarrollo y estudios del holding Enersis entre los años 1992 y 1994.
En 1997 asumió la gerencia general de Enersis, en reemplazo de José Yuraszeck, quien renunció al puesto luego que la gigante Endesa España tomara el control de la empresa.
En lo sucesivo ocuparía la gerencia general de AFP Habitat y el decanato de la Facultad de Ingeniería de la Universidad del Desarrollo.